# Plaza de toros Monumental de Póvoa de Varzim
La Monumental Praça de Touros da Póvoa de Varzim es la única plaza de toros en actividad del norte de Portugal.
La corrida más importante tiene lugar a finales de julio: la "Grande Corrida TV Norte", evento representativo de la tauromaquia portuguesa: artística y poco sangrienta.
A principios de mayo, tiene lugar una corrida más divertida e inofensiva, con toros jóvenes y estudiantes, como parte de las fiestas de los estudiantes de Oporto, la llamada "Queima das Fitas".